# Holkar
La dinastia Holkar, espressa dal clan maratha di Dhangar, nasce in Maharashtra (India) grazie all'opera di Malhar Rao, che entra nel 1721 al servizio dei Peshwa, e di Bajirao I in particolare, e che raggiunge rapidamente il rango di Ṣūbēdār (Governatore provinciale).
 
Egli stesso, e i suoi discendenti, governano l'Indore (Indaur) in India in veste di raja e, in seguito, di maharaja.
L'Indaur è componente indipendente dell'Impero maratha fino al 1818, poi diventa Stato principesco sotto protettorato britannico (prima del Raj della Compagnia e poi del Raj britannico), come gli altri Stati principeschi dell'India, fino al conseguimento dell'indipendenza dell'India nel secondo dopoguerra del XX secolo.